# Ulibovka
Ulibovka (en rus: Улыбовка) és un poble de l'óblast de Saràtov, a Rússia, segons el cens del 2010 tenia 28 habitants. Pertany al districte municipal de Volsk.